# Aachener Kreide
Als Aachener Kreide bezeichnet man historisch und umgangssprachlich die Ablagerungen der südlichen Aachener-Limburger Kreidetafel. Die Sedimente der Kreidetafel wurden im Zuge eines europaweiten Meeresvorstosses aus nördlicher Richtung in der Oberkreide abgelagert. Die in einigen Horizonten eingelagerten Feuersteine waren bereits im Neolithikum, vor 5500 bis 5000 Jahren Gegenstand bergbaulicher Tätigkeit in der Gegend von Aachen und dem westlichen Südlimburg, bei Sint Pietersberg.

## Begriffsbestimmung
Als Aachener Kreide werden umgangssprachlich und in der älteren geologischen und paläontologischen Literatur die Sedimente im Aachener Raum bezeichnet, die in der Oberkreide abgelagert wurden. Diese Bezeichnung ist heute nicht mehr gebräuchlich, weil der Begriff „Kreide“ als Synonym für bestimmte kalkige, weiche Sedimente weit verbreitet ist. Da im Oberkreide-Schichtenprofil von Aachen neben Kreidekalksteinen auch Sande und Tone zu finden sind, wird für die Schichtenfolge heute der allgemeingültigere Begriff Ablagerungen der Aachen-Limburger Kreidetafel verwandt.

## Geologische und stratigrafische Entwicklung

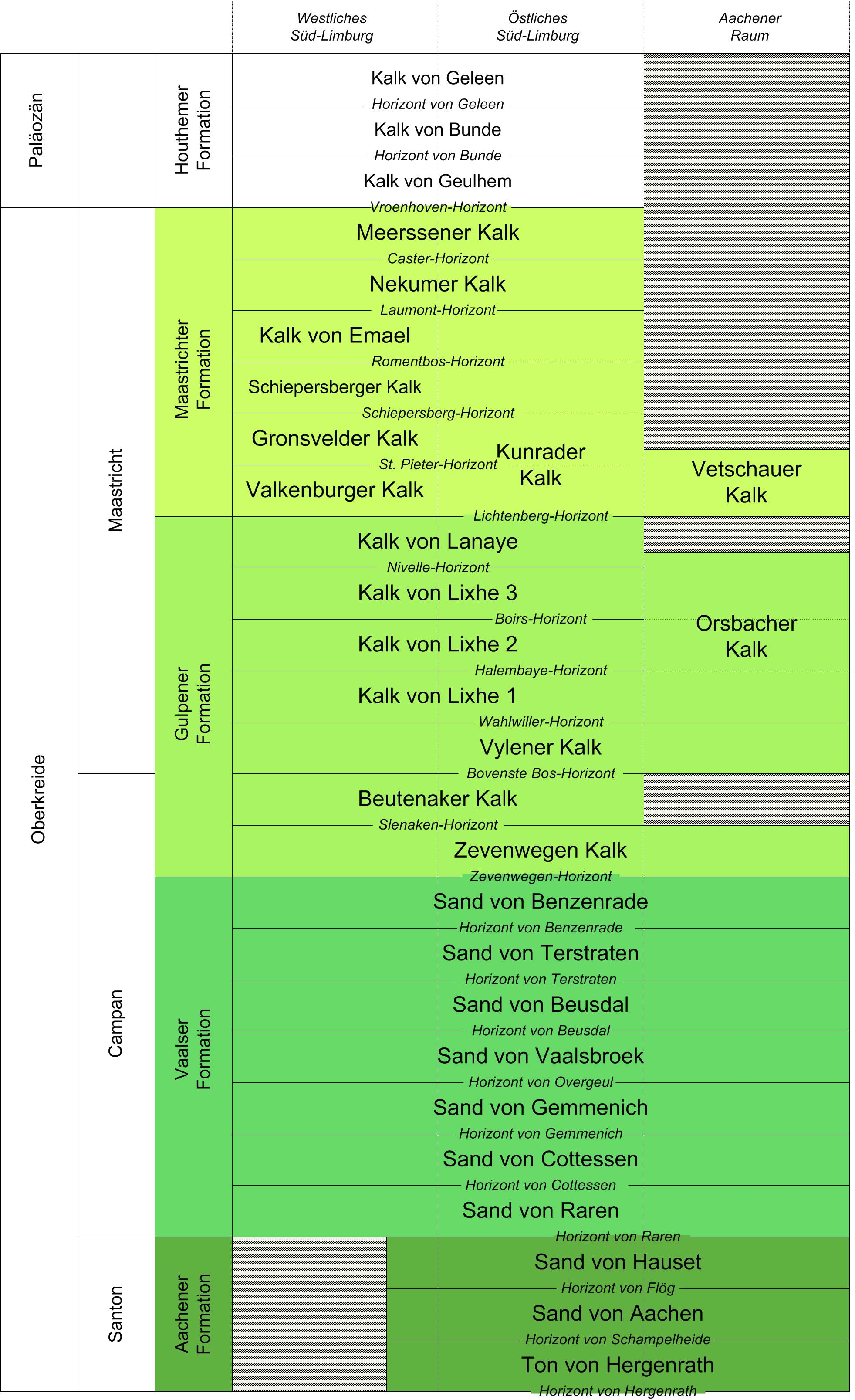
Stratigrafische Tabelle der Kreideablagerungen im Südlimburger und Aachener Raum

Nach der Heraushebung des variszischen Gebirges im Oberkarbon wurde das Gebiet der nördlichen Eifel und Ardennen von einer tiefgründigen Verwitterung erfasst und weitgehend eingeebnet. Erst in der Oberkreide, vor etwa 85 Millionen Jahren, drang das Meer aus nördlicher Richtung bis in den Aachener Raum vor. Die südlichsten Kreideablagerungen finden sich heute als Erosionsrelikt im Hohen Venn auf einer Höhe von 600 bis 700 m ü. NHN. Die ehemals flächendeckenden Kreideablagerungen sind im Zuge der Heraushebung der Eifel ab der Oberkreide größtenteils wieder erodiert worden.
Nördlich von Aachen, in Südlimburg und im angrenzenden belgischen Herver Land, liegen die oberkreidezeitlichen Ablagerungen weitgehend als eine geschlossene Kreidebedeckung bis zu einer Gesamtmächtigkeit von 160 m vor. Die Kreidetafel wurde durch die Heraushebung der Eifel leicht verstellt, so dass die Schichten heute mit 1–3° nach Norden bzw. Nordnordwesten einfallen.
Die Schichtenfolge der Aachener Kreideablagerungen umfasst einen Zeitraum von etwa 18 Millionen Jahren vom Santonium bis zum oberen Maastrichtium. Nach der Ablagerung ist die Kreidetafel durch tektonische Bewegungen, die im Zusammenhang mit dem Einsinken der Niederrheinischen Bucht stehen, in meist NNW-SSE verlaufende Schollen zerlegt worden. Die tektonischen Bewegungen dauern bis in die Gegenwart an und äußern sich durch zahlreiche Erdbeben.

### Aachen-Formation

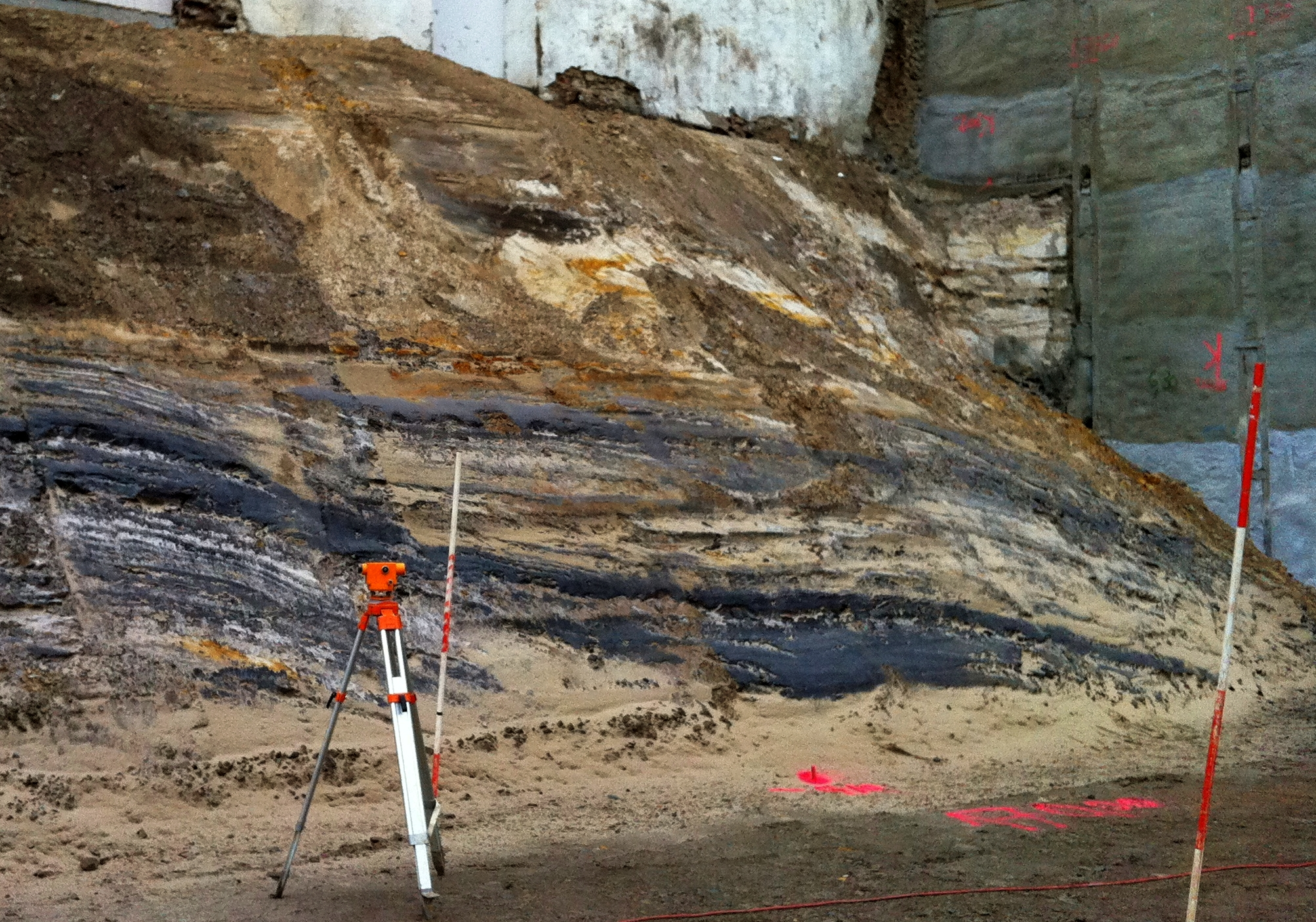
Übergang von den Hergenrath-Tonen zu den Aachener Sanden in einer Baugrube in Aachen

#### Hergenrath-Member
In der Umgebung von Aachen beginnt die Oberkreide-Sedimentation mit der Ablagerung von dunkelgrauen Tonen, hellgrauen Schluffen und Sanden. Die bis zu 25 m mächtigen Hergenrath-Schichten wurden in einem flachen, limnisch-terrestrischen Milieu abgelagert. Sie sind durch das gehäufte Auftreten von verkieselten Hölzern, Braunkohlestückchen und Markasitknollen gekennzeichnet. Der Hergenrather Ton war jahrhundertelang Grundlage für die überregional bedeutende Töpferindustrie im Raum Aachen und Raeren. Die Hergenrath-Schichten stellen in der Umgebung von Aachen gleichzeitig einen der wichtigsten wasserstauenden Horizonte dar, so dass seine obere Grenze einen der wichtigsten Quellhorizonte im Aachener Wald und Umgebung bildet.
Nach der neuesten stratigrafischen Gliederung der Kreide werden die im Santonium abgelagerten Hergenrath-Schichten heute als Hergenrath-Member der Aachen-Formation bezeichnet.
In südöstlicher Richtung, am Rand des Hohen Venns und in der Umgebung von Eupen gehen die tonig-sandigen Sedimente der Hergenrath-Schichten in fluviatil abgelagerte Grobsande und Kiese der so genannten Mospert-Schichten über.

#### Aachen-Member
Über den vorwiegend tonigen Hergenrath-Schichten wurden 20–50 m mächtige Feinsande in einem flachmarinen Ablagerungsmilieu sedimentiert. Die sandige Abfolge lässt sich in zwei Abschnitte – den Sand von Aachen (auch: Aachener Sand) und den Sand von Hauset (auch: Hauseter Sand) – gliedern. Die Sande sind durch eine ausgeprägte Parallel- und Schrägschichtung gekennzeichnet. Sie werden als strandnahe Bildungen in einem flachen Meer mit starker Strömung gedeutet.
Einzelne Partien der Schichtenfolge weisen eine intensive Verkieselung auf und bilden aufgrund der Resistenz gegenüber der Verwitterung große Blöcke, die im Aachener Wald als Zyklopensteine bezeichnet werden. Die Sande sind durch das Auftreten von zahlreichen marinen Fossilien, wie Schnecken, Muscheln und Foraminiferen sowie von Blattabdrücken und verkieselten Hölzern gekennzeichnet.
Entsprechend der aktuellen stratigrafischen Klassifikation der Bundesanstalt für Geowissenschaften und Rohstoffe werden die Sande als Aachen-Member innerhalb der Aachen-Formation definiert. Aufgrund des Fehlens von Leitfossilien ist nur eine indirekte Alterseinstufung der Ablagerungen ins obere Santonium möglich.

### Vaals-Formation
Nach einer Sedimentationsunterbrechung, die sich durch eine Erosionsdiskordanz zeigt, beginnt die Sedimentation der Vaals-Schichten mit einem Basiskonglomerat, das aus Quarz und paläozoischen Gesteinen der Umgebung, wie Sandstein, Kalkstein, Quarzit und Tonstein zusammengesetzt ist.
Über dem Geröllhorizont wurden 45–70 m, in den Niederlanden bis zu 150 m, feinkörnige Sande und Schluffe abgelagert. Die charakteristische grüne Farbe, die den früheren Namen Vaalser Grünsand begründete, ist auf das Auftreten von feinverteiltem Glaukonit, einem eisenhaltigen Mineral zurückzuführen, das sich unter reduzierenden Bedingungen im flachen Meerwasser aus anderen Mineralen, wie Glimmern und Tonmineralen bildet. Grünsande sind in der Oberkreide am Nordrand des Rheinischen Schiefergebirges weit verbreitet und sind ein Anzeiger für eine überregionale Transgression des Kreidemeeres aus dem Bereich der heutigen Nordsee. Im östlichen Verbreitungsgebiet lässt sich die Vaals-Formation auf der Aachen-Limburger-Kreidetafel in sieben unterschiedliche Sandhorizonte gliedern, die durch schluffige Ablagerungen voneinander getrennt werden. Generell lässt sich feststellen, dass der Glaukonikgehalt in den jüngeren Ablagerungen allmählich zurückgeht.
Die stratigrafische Einstufung der Schichtenfolge erfolgt mit Hilfe von Belemniten in das Untercampanium.

### Gulpen-Formation
Nach einer erneuten Sedimentationsunterbrechung ist ein deutlicher Wechsel in der petrografischen Ausbildung der Gesteine zu beobachten. Sandige Ablagerungen treten völlig zurück und es dominieren weiße bis hellgraue, feinkörnige Kalksteine. Während die jüngeren Oberkreide-Gesteine im Aachener Raum nur lückenhaft verbreitet sind, erreicht die Gulpen-Formation im niederländischen Teil der Aachen-Limburger Kreidetafel eine Mächtigkeit von bis zu 175 m und lässt sich petrografisch in sieben verschiedene Kalksteinhorizonte gliedern.
Die Kalksteine sind aus einem Kalkschlamm entstanden, der sich in einem warmen Flachmeer aus abgestorbenen Resten von Mikrofossilien gebildet hat, besonders aus so genannten Coccolithen. Häufig sind in den Kalksteinen fossilreiche Lagen, vorwiegend bestehend aus zerbrochenen Schalen von Schnecken, Brachiopoden, Muscheln und Seeigel eingelagert. Die Alterseinstufung der kalkigen Ablagerungen der Gulpen-Formation erfolgt mit Hilfe von Belemniten, Ammoniten und Foraminiferen. Der Zevenwegen-Kalk wurde im Obercampanium, der Vylen-Kalk in Untermaastrichtium und die Orsbacher Feuersteinkreide im unteren Obermaastrichtium abgelagert.

#### Zevenwegen-Member
Der Zevenwegen-Kalk wurde im Aachener Raum zusammen mit dem Vylen-Kalk in der früheren Literatur als Gulpenmergel bezeichnet. Der Zevenwegen-Kalk, der im Aachener Raum bis zu 30 m mächtig werden kann, beginnt an der Basis meist mit einem 0,5 bis 1,5 m mächtigen, sandigen, glaukonitführenden Konglomerat, das vorwiegend aus umgelagerten Geröllen der Vaals-Formation zusammengesetzt ist. Über dem Geröllhorizont folgt ein weicher, nur wenig verfestigter Kalk- und Mergelstein. Für diese weichen, weißen Kalksteine wird in der Literatur auch häufig der Begriff Schreibkreide verwandt. Der Zevenwegen-Kalk ist lokal reich an Fossilien, insbesondere lassen sich zahlreiche Reste von Seeigeln beobachten.

#### Vylen-Member
Über einer erneuten Schichtlücke wird die Sedimentation des Vylen-Kalksteins häufig durch ein Konglomerat eingeleitet, das vorwiegend aus Rostren von Belemniten besteht. Umgangssprachlich wird dieser Horizont von Bovenste Bos deshalb als Belemnitenfriedhof bezeichnet. Der Gesteine des Vylen-Members werden vorwiegend aus gelblichgrauen Mergelsteinen und Kalkmergelsteinen gebildet, die heute an der Oberfläche tiefgründig entkalkt sind. Die nichtlöslichen Rückstände der verwitterten Mergelsteine bilden eine Lage aus Lehm, die weite Teile des Verbreitungsgebietes des Vylen-Kalkes bedecken. Durchschnittlich erreicht der Vylen-Kalk eine Mächtigkeit von 15–20 m, örtlich bis zu 100 m. Die Kalksteine wurden bereits seit der Römerzeit als Baumaterial verwendet. Vylen-Kalksteine sind unter anderem als Werkstein in der Barbarossamauer und im Aachener Dom zu finden.

#### Orsbach-Member

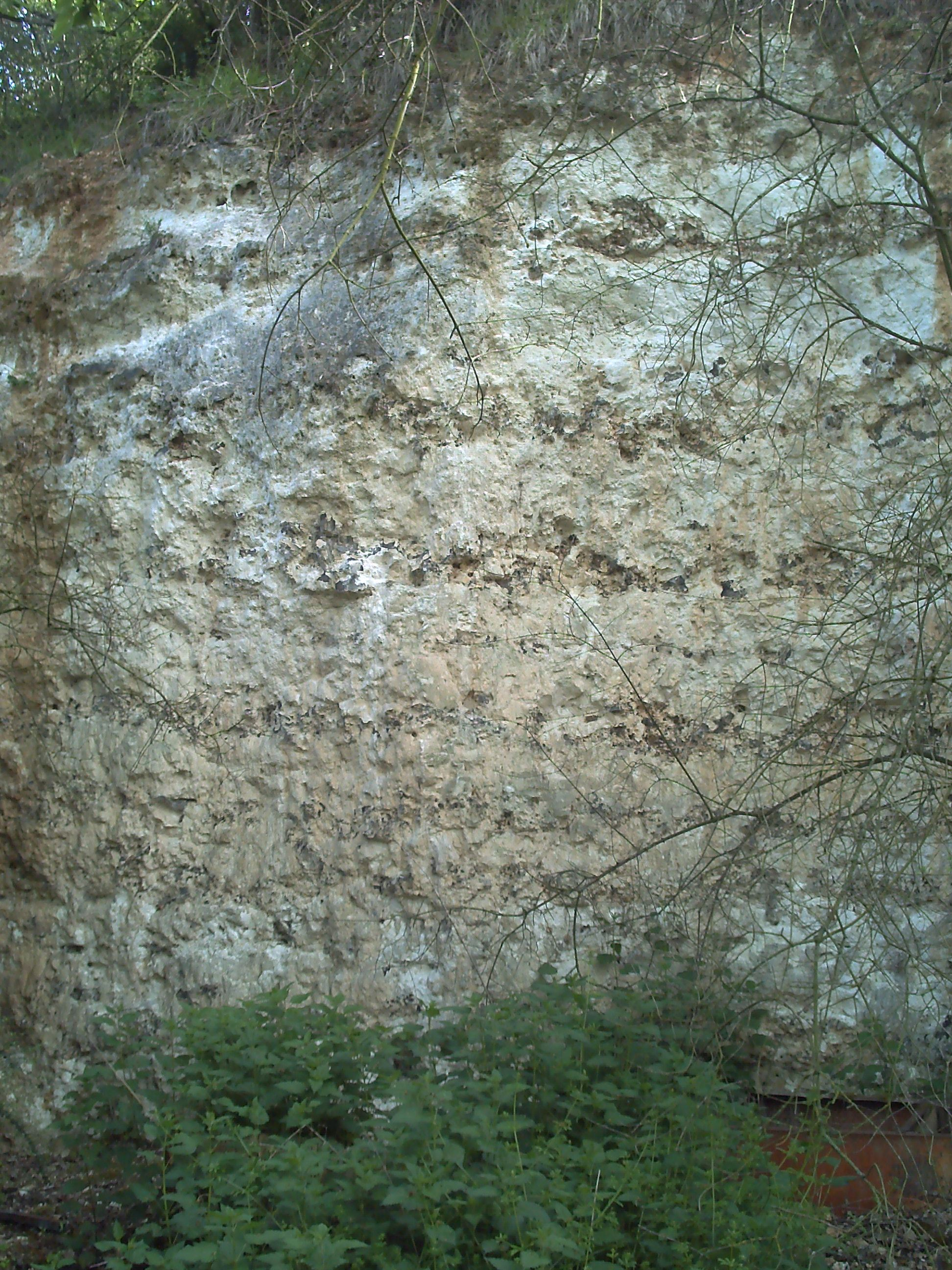
Feuersteinlagen in Kreide-Kalksteinen

Die Orsbach-Kalksteine sind durch das meist lagenweise Auftreten von blaugrauen bis schwarzen Feuersteinen gekennzeichnet, die als cm- bis dm-große, unregelmäßige Konkretionen in die kalkigen Kreide-Sedimente eingelagert sind. Dieses charakteristische Merkmal gab der Schichtenfolge in der Vergangenheit den Namen Orsbacher Feuersteinkreide. Während im westlichen Verbreitungsgebiet der Kreidetafel sich die bis zu 70 m mächtigen Orsbach-Sedimente mit Hilfe von charakteristisch ausgebildeten Feuersteinlagen weiter gliedern lassen, geht die Mächtigkeit der Orsbach-Schichten im Raum Aachen auf maximal 25 bis 30 m zurück. Die Schichtenfolge wird im Aachener Raum aus einer Wechselfolge zwischen mürben, weichen weißen Kreidekalksteinen und sehr festen Kalksteinen gebildet, in die die 2–15 cm mächtigen Feuersteine eingelagert sind. Zahlreiche Makrofossilien, wie Seeigel, Belemniten und Brachiopoden sind häufig zu finden.
In manchen Schichtprofilen im Aachener Raum, so beispielsweise am Lousberg fehlen die Orsbacher Kalksteine völlig. Die Sedimentationsunterbrechung ist auf tektonische Bewegungen, verbunden mit Hebung und Abtragung von Sedimenten in bestimmten Teilbereichen der Kreidetafel zu Beginn des Maastrichtiums zurückzuführen. Bei Rijckholt und Valkenburg aan de Geul sind die Feuersteine seit dem Neolithikum im Untertagebau zur Herstellung von Werkzeugen abgebaut worden.
Zum Teil sind die Orsbach-Kalksteine tiefgründig verwittert. Die unlöslichen Reste der Schichtenfolge bilden den so genannten Feuerstein-Verwitterungslehm, der in weiten Teilen des Aachener Waldes und seiner Umgebung zu finden ist.

### Maastricht-Formation

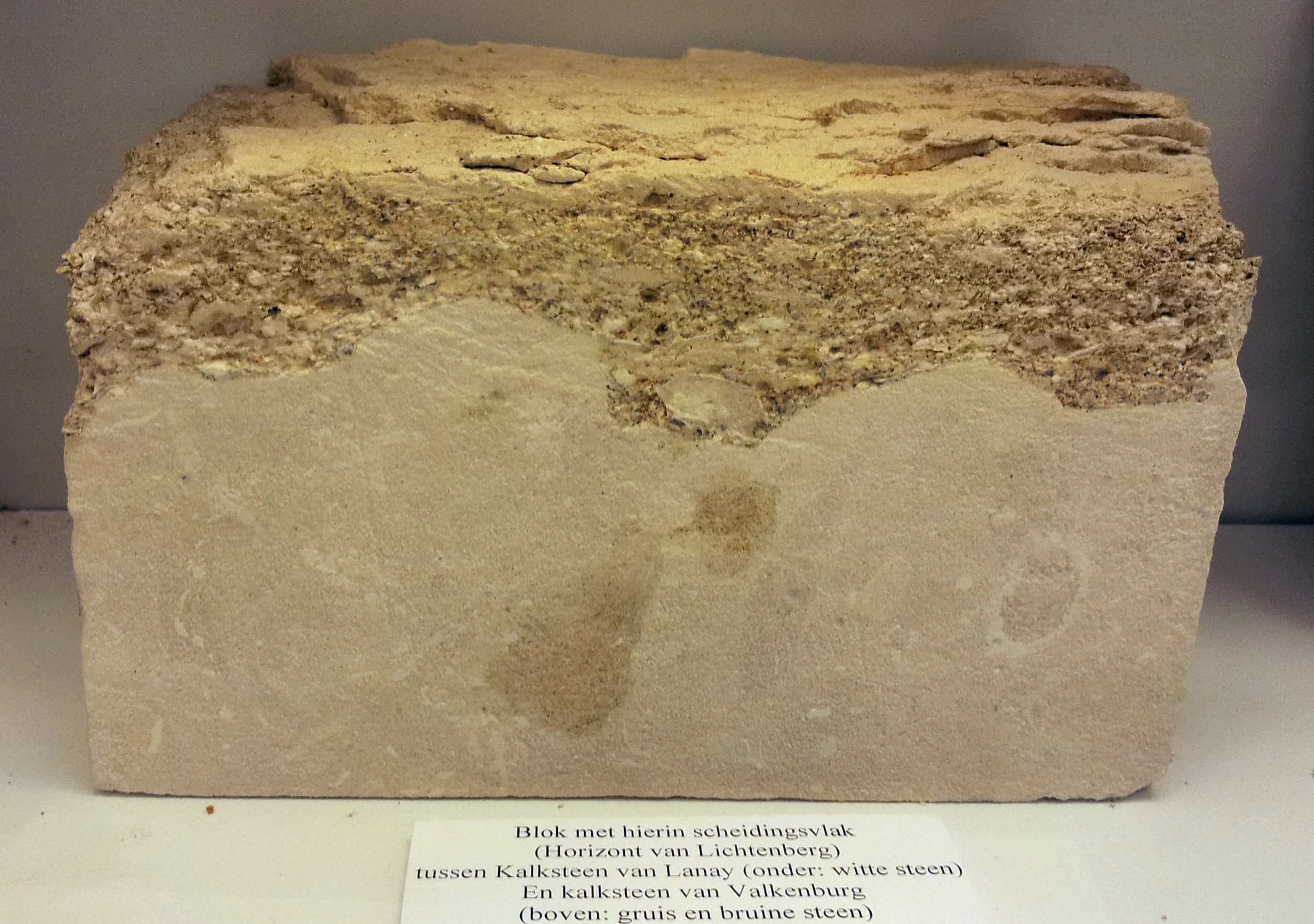
Grenze zwischen Gulpen- und Maastricht-Formation: Der Mergelkalkstein von Lanaye an der Basis wird transgressiv überlagert durch Valkenburg-Kalkstein. (Museum Het Land van Valkenburg, Limburg)

Im Raum Aachen bilden die kalkigen Ablagerungen der Maastricht-Formation die jüngsten Oberkreide-Sedimente, während sich im südlimburger Raum die Sedimentation bis an die Kreide-Tertiär-Grenze mehr oder weniger kontinuierlich fortsetzt. Der Ausfall der jüngsten Kreide-Schichten steht im Aachener Raum im Zusammenhang mit tektonischen Bewegungen im Maastrichtium, die zu einer ausgeprägten Schollengliederung am Westrand der Niederrheinischen Bucht geführt haben.

#### Vetschau-Member
Eine Wechsellagerung zwischen harten, gelblichgrauen Kalksteinen und weniger verfestigten, fossilschuttführenden Kalksteinen charakterisieren den Vetschau-Kalk, der die untere Maastricht-Formation im Aachener Raum bildet. In die kalkige Schichtenfolge sind Linsen und Platten von bräunlichem Feuerstein eingelagert, der am Lousberg bei Aachen Gegenstand eines neolithischen Feuersteinabbaus war, der hier – im Gegensatz zu den südlimburgischen Abbaustellen – im Tagebaubetrieb gewonnen wurde. Die kalkigen Gesteine der Vetschau-Schichten sind in einem stark bewegten, vollmarinen Ablagerungsmilieu in der Nähe der Küste entstanden.
Die Alterseinstufung der Schichtenfolge wurde mit Hilfe von Belemniten und Foraminiferen vorgenommen. Nach der aktuellen stratigrafischen Gliederung wurden die Gesteine der Vetschau-Schichten während des Obermaastrichtiums abgelagert. Weiter westlich, im südlimburgischen Raum, werden die Vetschau-Kalke durch den Kunrader Kalk vertreten, der küstenferner gebildet wurde und durch das Auftreten von Kalken gekennzeichnet ist, die vorwiegend aus feinem Fossilschutt bestehen und sporadisch durch terrestrische Beimengungen charakterisiert sind.

## Paläontologische Erforschung

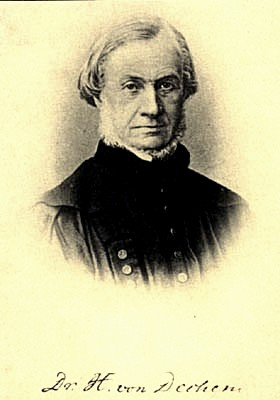
Ernst Heinrich von Dechen

Die ersten Fossilien der Aachener Kreide wurden durch Ernst Heinrich von Dechen, Constantin von Ettingshausen & Matthias Debey, Ignaz Beissel, Eduard Holzapfel und Alfred Romer beschrieben und abgebildet. In der Folgezeit gab es zahlreiche Kontroversen in der Bestimmung verschiedener Arten, wodurch für einzelne von den Autoren nicht erkannte Arten neue Bezeichnungen vergeben wurden. Dies hatte zur Folge, dass für eine Art mitunter mehrere Benennungen parallel existierten.
Zahlreiche Arbeiten Einzel- und Überblicksarbeiten über die Makro- sowie Mikrofauna und Flora ergänzten in den letzten Jahrzehnten die biostratigraphische Forschung (siehe hierzu: Felder & Bosch 2000). Die aktuelle bio- und lithostratigraphische Einstufung der kretazischen Schichtenfolge findet sich im „LithoLex“ der Bundesanstalt für Geowissenschaften und Rohstoffe (BGR).
Aktuelle Forschungsprojekte, beispielsweise des Naturmuseums Augsburg über verkieselte und limonitisierte Pflanzenreste hinsichtlich Paläokarpologie, Paläoökologie, Paläoklima und Biostratigraphie wurden von der Deutschen Forschungsgemeinschaft gefördert.

## Genese der Aachener Feuersteine

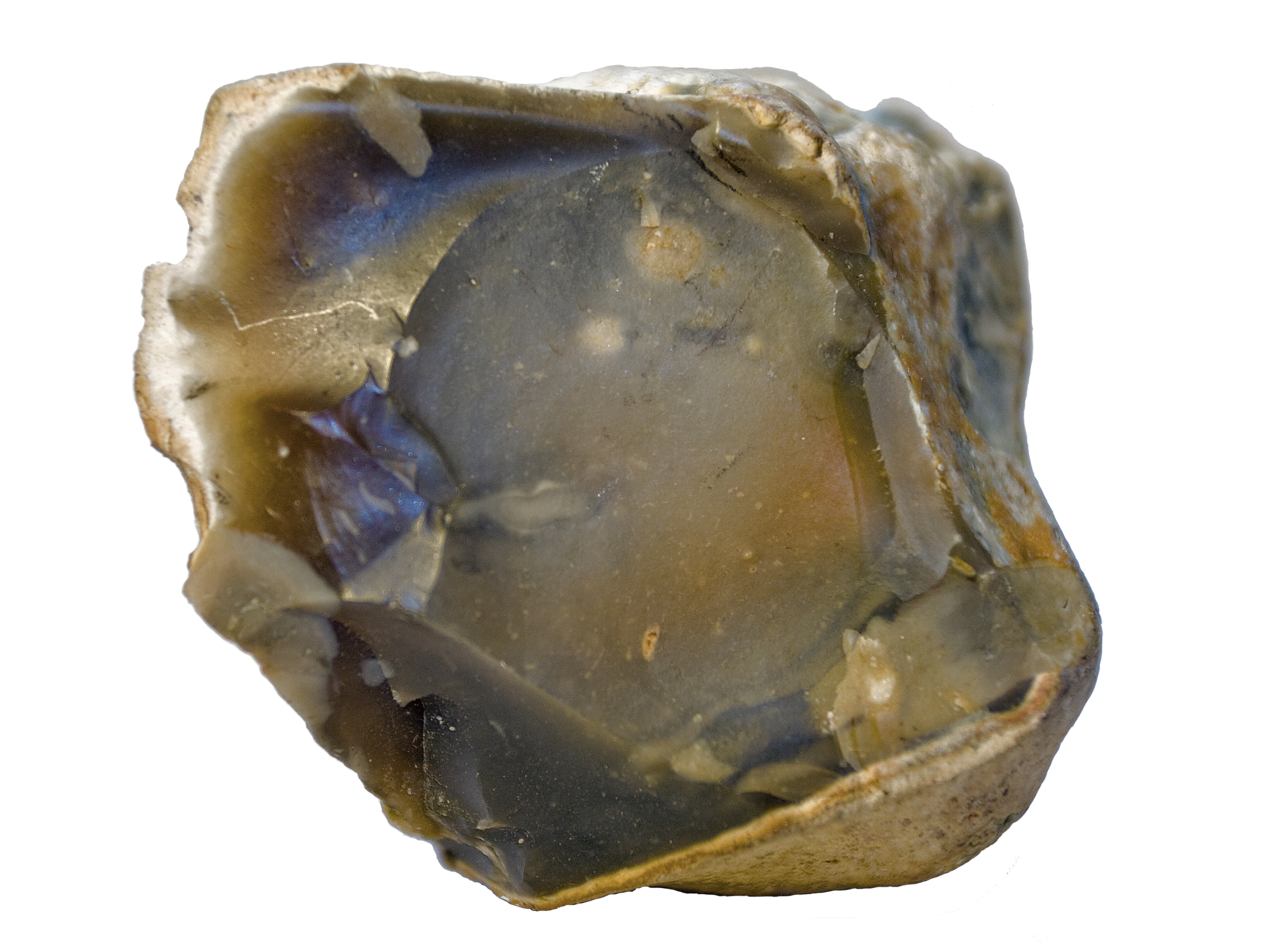
Brauner Feuerstein

Die Genese von Feuersteinen wurde in der Vergangenheit in der geologischen Literatur lange sehr kontrovers diskutiert. Für die Bildung des Aachener Feuersteins wird von einem komplexen, mehrstufigen chemischen Prozess ausgegangen. Die Kreidesedimente bestehen zu einem großen Anteil aus kieselskeletthaltigen Organismen, wie Schwammnadeln und Kieselalgen. Im Zuge der Verfestigung der Kalkschlämme löst sich Kieselsäure aus den Schalen der Organismen und wird mit dem Porenwasser im Sediment transportiert.
Durch zunehmende Sedimentauflast wird das kieselsäurehaltige Porenwasser zum Aufstieg gezwungen und reichert sich dabei weiter mit Kieselsäure an. Ist die Sättigung des Porenwassers mit Kieselsäure erreicht, kommt es an der Sedimentoberfläche oder in oberflächennahen Hohlräumen, zu einer Ausfällung von Kieselgel. Dabei kann es zu einer gleichzeitigen Auflösung von Kalk und einer Ausfällung von Quarz aus dem kieselsäurehaltigen Porenwasser kommen. Häufig ist daher zu beobachten, dass sich im Inneren eines Feuersteins noch ein Rest eines kalkschaligen Fossils befindet. Fällt das Kieselgel flächenhaft an der Oberfläche – wie u. a. am Lousberg – aus, entsteht ein Plattenfeuerstein. Füllt das Kieselgel hingegen Sedimenthohlräume aus, bilden sich bevorzugt Knollenfeuersteine.
Die Verfestigung des Kieselgels geschieht über lange Zeiträume bei gleichzeitiger Abgabe von Wasser. In Abhängigkeit von den beteiligten Mikroorganismen, den Ausgangs- und Wirtsgesteinen sowie den Sedimentationsbedingungen entstehen Feuersteine, die sich lokal stark in ihrer Ausprägung voneinander unterscheiden und sie somit identifizierbar machen. Beile vom Lousberg konnten so auch in anderen Gebieten aufgefunden werden. Besonders entlang der Flüsse Rhein, Maas, Ruhr und Lippe sind zahlreiche Feuerstein-Beile vom Lousberg gefunden worden. Die maximale Entfernung eines Fundortes beträgt 280 km – hierbei handelt es sich um ein neolithisches Steinbeil aus Neuenknick an der Weser.

## Verwendung

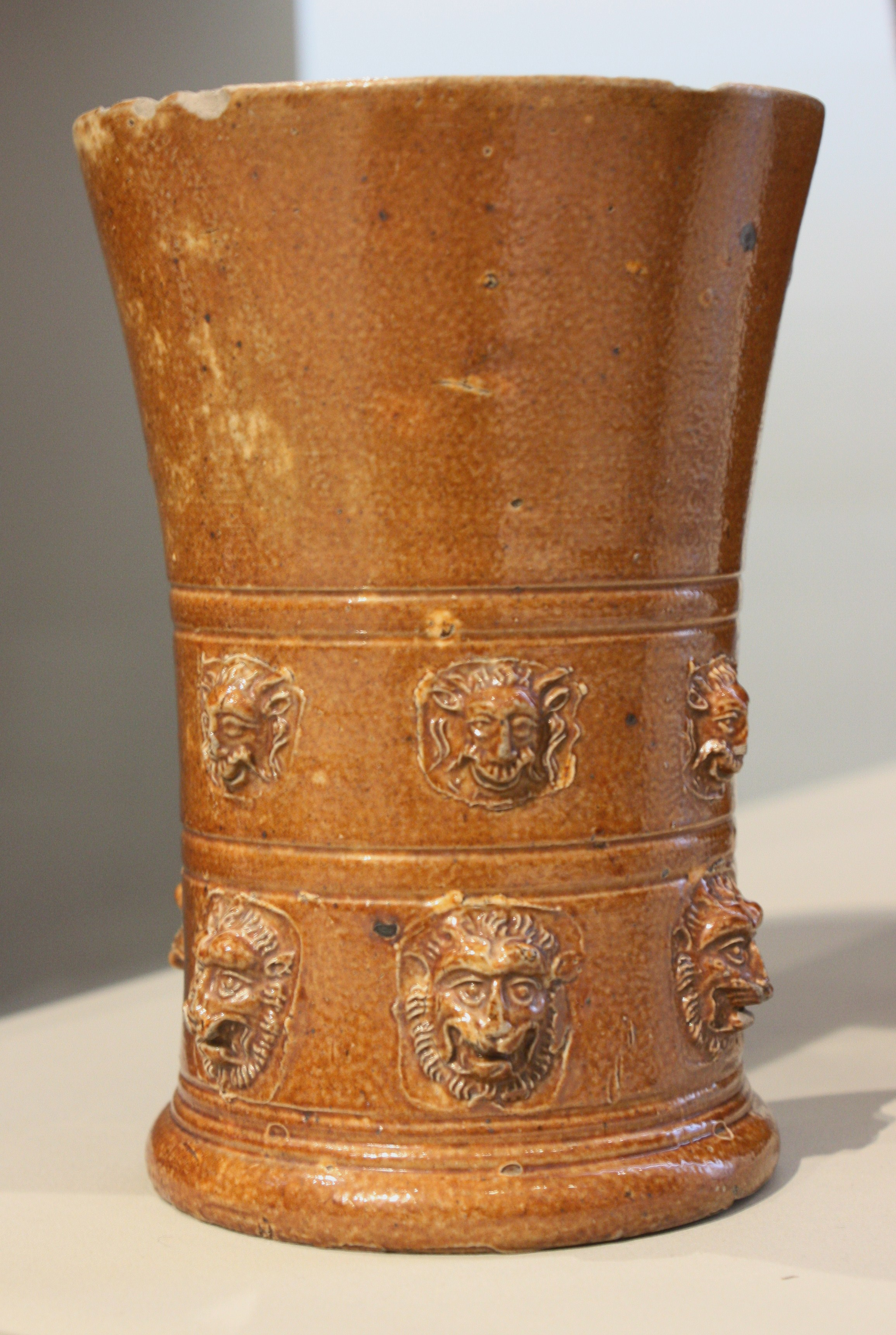
Trinkbecher, 1590 in Raeren hergestellt

Die Ablagerungen der Aachener Kreide wurden in der Vergangenheit vielfältig genutzt. Die Hergenrath-Tone bildeten besonders ab dem 16. Jahrhundert die Grundlage für eine überregional bedeutende Keramikproduktion, mit dem Zentrum in Raeren.
Die Sande der Aachen- und Vaals-Formation wurden in der Vergangenheit als lokales Baumaterial verwendet. Die verfestigten Partien der Oberkreide-Sande sowie der Oberkreide-Kalksteine sind in Aachen und Umgebung bereits seit der Römerzeit als Baumaterial an zahlreichen Gebäuden und in der Stadtmauer eingesetzt worden.
Im Gegensatz zu der Verwendung von kretazischen Kalksteinen zur Herstellung von Zement in Südlimburg, bei Sint Pietersberg, 't Rooth und Geulhem ist eine derartige Nutzung im Aachener Raum nicht bekannt.
Die Feuersteine in den Oberkreide-Kalksteinen der Orsbach- und Vetschau-Schichten waren im Spätneolithikum Gegenstand des Abbaus an verschiedenen Stellen in der Umgebung von Aachen und in Südlimburg. Nach C14-Daten wurde am Lousberg der Feuerstein vor 3500 bis 3000 Jahren v. Chr. abgebaut. Feuersteine vom Lousberg wurden lokal auch schon im späten Mittelpaläolithikum und im Mesolithikum genutzt. Aus den Feuersteinen vom Lousberg wurden in erster Linie Beilklingen hergestellt.